# دانشگاه فرانسوی ارمنستان
دانشگاه فرانسوی ارمنستان (فرانسوی: Université Française en Arménie‎, UFAR, ارمنی: Հայաստանում ֆրանսիական համալսարան) مؤسسه آموزش عالی در ارمنستان است که با حمایت دولت‌های ارمنستان و فرانسه تأسیس شده و برنامه‌های آموزشی آن اغلب به زبان فرانسه و با استانداردهای آموزش عالی فرانسه ارائه می‌شود.

## تاریخچه
قرارداد همکاری فرهنگی، علمی و فنی در ۴ نوامبر ۱۹۹۵ بین ارمنستان و فرانسه امضا شد. این همکاری با پروتکل ۲۳ نوامبر ۱۹۹۸ که بین وزارت آموزش و پرورش ارمنستان و سفارت فرانسه در ارمنستان منعقد شد دنبال شد. UFAR در سال ۲۰۰۰ میلادی تأسیس شد و هدف آن ارتقاء آموزش عالی با کیفیت بین‌المللی در ارمنستان، به ویژه بر اساس سیستم آموزشی فرانسه، بود. این دانشگاه به عنوان نتیجه همکاری میان دولت‌های ارمنستان و فرانسه و با حمایت‌های گسترده از سوی کشور فرانسه و نهادهای دولتی ارمنستان تأسیس گردید.
این دانشگاه در ابتدا با هدف آموزش زبان فرانسه و فرهنگ فرانسوی در ارمنستان آغاز به کار کرد، اما به تدریج به یکی از مراکز آموزش عالی مهم کشور تبدیل شد.

## توسعه و گسترش برنامه‌های آموزشی
در ابتدا، دانشگاه فرانسوی در ارمنستان تنها در برخی رشته‌های محدود فعالیت می‌کرد. اما با گذشت زمان، دامنه برنامه‌های آموزشی افزایش یافت و در حال حاضر رشته‌های مختلفی مانند حقوق، مدیریت بازرگانی، اقتصاد، فناوری اطلاعات، بازاریابی، و زبان‌های خارجی در مقاطع مختلف تحصیلی در این دانشگاه ارائه می‌شود.

### همکاری‌های بین‌المللی
از ابتدا، دانشگاه فرانسوی در ارمنستان با دانشگاه‌ها و موسسات آموزشی معتبر فرانسه همکاری داشت. این همکاری‌ها نه تنها در حوزه‌های آموزشی، بلکه در زمینه‌های تحقیقاتی و تبادل دانشجو نیز گسترش یافت. به‌ویژه، دانشگاه‌های معروف فرانسه مانند دانشگاه «ژان مولن لیون ۳» و دانشگاه‌های دیگر در این همکاری‌ها مشارکت دارند.

### توسعه امکانات و زیرساخت‌ها
در طول سال‌ها، دانشگاه فرانسوی در ارمنستان به توسعه امکانات و زیرساخت‌های خود پرداخته است. در حال حاضر، این دانشگاه دارای ساختمان‌های مجهز به فناوری‌های پیشرفته، کتابخانه‌های تخصصی، و امکانات تحقیقاتی است که به دانشجویان و استادان این امکان را می‌دهد تا در محیطی مناسب به تحصیل و پژوهش بپردازند.

### رشد بین‌المللی و جذب دانشجویان خارجی
یکی از اهداف اصلی این دانشگاه گسترش روابط بین‌المللی و جذب دانشجویان خارجی بود. به همین دلیل، برنامه‌های دانشگاه در سطح بین‌المللی شناخته شده و بسیاری از دانشجویان از کشورهای مختلف به این دانشگاه آمده‌اند. بسیاری از فارغ‌التحصیلان این دانشگاه در کشورهای مختلف، به‌ویژه در فرانسه و سایر کشورهای اروپایی مشغول به کار هستند.

## فرهنگ دانشگاهی
UFAR از همان ابتدا به فانوس دریایی همکاری با فرانسه و پایه اصلی فرانکفونی در ارمنستان تبدیل شد. اصل آموزشی اعطای دو مدرک دولتی ارمنستان و فرانسه (لیسانس و فوق لیسانس) از ابتدا اتخاذ شد. مدت تحصیل در مقطع کارشناسی چهار سال و در مقطع کارشناسی ارشد دو سال است، با توجه به ویژگی‌های مرحله انتقالی که دانشگاه‌های ارمنستان قبل از پذیرش کامل فرایند بولونیا در آن قرار دارند.
بنیاد دانشگاه فرانسوی در ارمنستان، که تقریباً ۲۱۰۰ دانشجو دارد، با هدف آماده‌سازی متخصصان بسیار ماهر که با نیازهای بازار کار ارمنستان و اقتصاد منطقه‌ای قفقاز مطابقت دارند، می‌باشد. فارغ التحصیلان UFAR دانش خود را به نفع روابط بین ارمنستان، فرانسه و اروپا و همچنین توسعه ارمنستان به کار می‌گیرند. بیش از ۹۰ درصد فارغ التحصیلان در پایان تحصیلات خود هر سال شغلی پیدا می‌کنند که برخی از آنها تحصیلات خود را در خارج از کشور دنبال می‌کنند.

## دانشکده‌ها
از سال ۲۰۲۳، UFAR دارای ۵ دانشکده است:
- دانشکده حقوق،
- دانشکده مدیریت،
- دانشکده مالی،
- دانشکده بازاریابی،
- دانشکده علوم کامپیوتر و ریاضیات کاربردی.

این دانشگاه مدرک لیسانس خود را در رشته‌های حقوق، اقتصاد، مدیریت، امور مالی و همچنین در حقوق تجارت بین‌الملل، فروش و بازاریابی، امور مالی و حسابرسی اعطا می‌کند.

## موقعیت
این دانشگاه در خیابان داویت آنهاقت در منطقه کناکر-زیتون ایروان واقع شده است.